# 器材
| ウィキペディアには「器材」という見出しの百科事典記事はありません（タイトルに「器材」を含むページの一覧/「器材」で始まるページの一覧）。 代わりにウィクショナリーのページ「器材」が役に立つかもしれません。 |